# Христенко Олександр Федорович
Олександр Федорович Христенко (2 березня 1936, Київ, Українська РСР, СРСР — 6 січня 2003, Караганда, Казахстан) — Народний герой Казахстану (1994).

## Життєпис
Народився 2 березня 1936 року в Києві, Українська РCP.
Трудове життя розпочав із 14 років помічником комбайнера, а потім комбайнером Золочівської машинно-тракторної станції Харківської області.
Після закінчення Харківського машинобудівного технікуму працював майстром інструментального цеху Талліннського кораблебудівного заводу, заочно закінчивши Цілиноградський сільськогосподарський інститут.
З 1954 року комсомольською путівкою був направлений до радгоспу імені Пржевальського Нуринського району Карагандинської області, де працював трактористом, бригадиром тракторної бригади, потім першим секретарем Нуринського райкому ЛКСМ Казахстану.
З 1958 року — директор радгоспу «Київський» Нуринського району.
У 1972–1975 роках — начальник Нуринського районного сільськогосподарського управління, потім директор радгоспу імені Кірова Тельманського району Карагандинської області.
У 1981–1982 роках працював першим заступником Карагандинського обласного управління сільського господарства.
З лютого 1982 року — директор сільськогосподарської дослідної станції (Карагандинська СГГС), а з 1991 року — директор Карагандинського науково-дослідного радгосп-інституту сільського господарства.
Обирався депутат Верховної Ради Української РСР, Народним депутатом Української РСР.
Помер 6 січня 2003 року в Караганді після тривалої хвороби.

## Нагороди
- Звання Народний герой Казахстану із врученням Золотої зірки (1994)
- Орден Леніна
- Орден Жовтневої революції
- Два ордени «Знак Пошани»
- Звання «Заслужений працівник сільського господарства»
- Звання «Почесний громадянин Бухаржирауського району» (2001)